# アルフォンソ・ダラゴーナ (ビシェーリエ公)

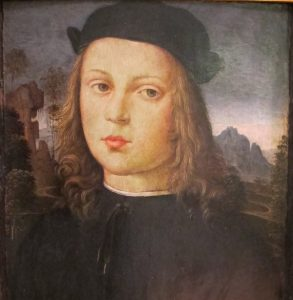
ビシェーリエ公アルフォンソ、ピントゥリッキオ画、1488年

アルフォンソ・ダラゴーナ（Alfonso d'Aragona, 1481年 - 1500年8月18日）は、南伊ナポリ王国の王室成員。ナポリ王アルフォンソ2世の非嫡出子で、教皇アレクサンデル6世の娘ルクレツィア・ボルジアの2番目の夫となり、ボルジア家の政略の犠牲者となった。ビシェーリエ公爵、サレルノ公。

## 幼少期
ナポリ王太子・カラブリア公アルフォンソと側妾トロージャ・ガッツェラの間の非嫡出子として生まれる。ナポリ宮廷に仕える学者ジュニアーノ・マイオによって幼い頃から高度な人文主義教育を授けられた。父アルフォンソ2世は1494年に即位したが、翌1495年フランス軍がナポリを占領すると、嫡出子フェルディナンド2世に譲位してシチリア島に逃亡・客死した。フェルディナンド2世も翌1496年に死亡。1497年叔父フェデリーコ1世が縁戚のアラゴン王フェルナンド2世の影響下にナポリ支配を復活させると、王の甥アルフォンソも非嫡出子ながら王家成員としてアブルッツォ州統監の重職に就けられた。

## 結婚
"彼は私がローマで出会った中で最も美しい若者だった" – タリーニの年代記
教皇アレクサンデル6世はアラゴン連合王国及びナポリ王国のアラゴン家とボルジア家との同盟関係を強化するべく、両家の政略結婚を進めた。すでに1494年、アルフォンソの同母姉サンチャが教皇の末息子ホフレ・ボルジアに嫁いでいた。教皇は次いで長子チェーザレ・ボルジアとナポリ王フェデリーコの嫡出女子でフランス育ちのシャルロットとの縁組を望んだが、シャルロットは庶子との結婚を拒否した。この破談に対する補償措置として、フェデリーコ王は17歳の甥アルフォンソと、教皇の18歳になる娘ルクレツィアとの縁組を打診した。
1498年7月15日アルフォンソは変装してローマに入った。アルフォンソとルクレツィアは7月21日にヴァチカンで結婚し、非公開での内輪の祝宴が開かれた。アルフォンソには叔父ナポリ王からサレルノ地方の諸都市及びビシェーリエから上がる収入が与えられた。ルクレツィアは父教皇から4万ドゥカーティの持参金を用意された。これらの金銭的な取り決めは、夫妻が結婚後1年間はローマに留まること、そしてルクレツィアには父教皇が存命中は夫の故国ナポリ王国に住む義務を生じないとする合意の一部を成していた。教会史家フェルディナント・グレゴロヴィウスによれば、「アルフォンソは魅力的で誰からも好かれる若者」で、「聖都に住む者たちが出会った最も端正な顔立ちをした青年」だった。その証となるのが、妻のルクレツィアが彼に夢中になってしまったという事実である。1499年2月、ルクレツィアは初めて授かったアルフォンソの子を流産したが、すぐに再び妊娠した。
アレクサンデル6世はまもなく、アルフォンソの一族アラゴン家の敵であるフランスに寝返る策動を開始し、チェーザレ・ボルジアをフランス人のナバラ王フアン3世の妹シャルロット・ダルブレと結婚させることにした。フランスが教皇との同盟を足掛かりに再度ナポリに侵攻しようと計画していることを知ると、アルフォンソはボルジア家に裏切られたと感じ、1499年8月2日、妊娠6カ月の妻ルクレツィアを置いてローマを離れた。教皇はアルフォンソの出奔に激怒して追手を遣わすが、婿を発見できなかった。一方、ルクレツィアはこの時期にスポレートとフォリーニョの総督職を教皇から与えられており、このことはアルフォンソが当時の夫婦関係において夫が持つとされた妻の監督権を認められていなかったことを証している。結局、アルフォンソはジェナッツァーノに潜伏しており同市に呼び寄せようとしている、と妻ルクレツィアに送った手紙から居場所が露見してしまう。ボルジア家はルクレツィアに夫をローマに帰らせるように説得させ、ルクレツィアはローマ北郊ネーピでアルフォンソと再会した。夫婦は1499年9月ヴァチカンに戻り、ルクレツィアは10月31日または11月1日に男児を出産、この子は祖父教皇に因みロドリーゴと名付けられた。

## 殺害

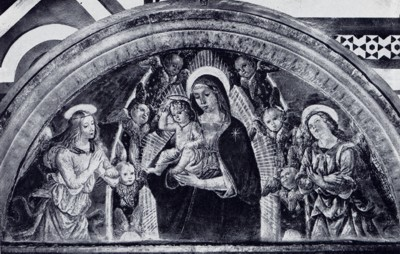
聖母子像を挟んで右側にアルフォンソが、左側にルクレツィアと息子ロドリーゴが描かれている、1500年

"ドン・アルフォンソは傷が元で死ぬのを拒み、ベッドの上で絞殺された" – ヨハン・ブルクハルト
1500年7月15日、サン・ピエトロ大聖堂入口の大階段の一番上のスペースで、アルフォンソは雇われた刺客一味に襲われ、頭部・右腕・右脚に刺し傷を負った。殺害犯たちはさらに負傷したアルフォンソを連れ去ろうとしたものの、アルフォンソの護衛たちに切り掛かられて逃走した。アルフォンソの邸宅はサンタ・マリーア・イン・ポルティコ教会近くの宮殿であったが、傷の状態が悪かったため、事件現場に程近いボルジア塔（Torre dei Borgia）の一室に運び込まれた、同室でナポリ人の医師たち、姉サンチャ、妻ルクレツィアがつきっきりで治療・看護を行った。8月18日夜、回復しつつあったアルフォンソは、チェーザレ・ボルジアの腹心ミケレット・コレッラ率いる武装した一団の襲撃を受け、病室のベッドの上で絞殺された。彼の遺体はいったんボルジア塔に隣接するサン・フランチェスコ・ディ・パオラ教会に移された後、サン・ピエトロ大聖堂に隣接するサンタ・マリーア・デッラ・フェブレ教会に安置された。
この暗殺事件はフランスのナポリ遠征を政治的背景として発生し、事件の黒幕としてチェーザレ・ボルジアが非難の的となった。しかしこの事件は謎に包まれている。チェーザレは「自分が庭を散歩中にアルフォンソがクロスボウで自分を射殺しようとした」と自己弁護したが、大半の人が作り話だとして信じなかった。アルフォンソはコロンナ家と親しくしていたが、同家はオルシーニ家をはじめ多くのローマ貴族と敵対しており、1500年7月にアルフォンソを襲った刺客を送り込んだのはオルシーニ家だった可能性もある。その他の黒幕候補としては、アルフォンソの母方叔父ジョヴァンニ・マリア・ガッツェラ（Giovanni Maria Gazzera）が挙がっており、この人はアルフォンソの死の直後にローマで不可解な状況で殺害されている。また義父の教皇アレクサンデル6世が黒幕の可能性もある。教皇が1500年5月にハンガリー・ボヘミア王ウラースロー2世とアルフォンソの叔母ベアトリーチェ・ダラゴーナの婚姻無効を宣言した際に、アルフォンソから抗議され、トラブルになっていたからである。
未亡人となったルクレツィアは2年後の1502年モデナ＝レッジョ公アルフォンソ1世・デステに再嫁させられた。ルクレツィアはエステ家への嫁入りに際し初婚のように見せるよう求められたため、アルフォンソとの間の一人息子ロドリーゴ・ダラゴーナを置いていかねばならず、そして嫁入り後は息子に二度と会えなかった。ロドリーゴは養育者となった伯母のミラノ公爵未亡人イザベッラ・ダラゴーナのバーリの宮廷において、12歳で病死した。

## 引用・脚注
1. ↑  Bradford, Sarah (1976). Cesare Borgia: His Life and Times. London: George Weidenfeld and Nicolson Limited
2. 1 2 3 4  "Alfonso d'Aragona Biography". Treccani Encyclopedia (イタリア語). 2012年11月4日閲覧。
3. ↑  Corvo, Frederick Baron (1931). A History Of The Borgias. Rome: Modern Library. p. 189. ISBN 0-8371-8274-3
4. 1 2 3  Bradford, Sarah (2005). Lucrezia Borgia. Milan: Mondadori ISBN 978-88-04-51245-5
5. ↑  Bradford, Sarah (1 November 2005). Lucrezia Borgia Life Love and Death in the Renaissance Italy. Penguin Publishing Group. p. 46. ISBN 9780143035954.  オリジナルの16 December 2013時点におけるアーカイブ。 2017年9月8日閲覧。
6. ↑  “Lucrezia Borgia”. Royalwomen Tripod. 2019年6月27日閲覧。
7. ↑  Jansen, Sharon L. (18 October 2002). The Monstrous Regiment of Women: Female Rulers in Early Modern Europe. Palgrave Macmillan. pp. 311. ISBN 9780312213411
8. ↑  Cloulas, Ivan (1989). Borgia. Rome: Salerno Editore ISBN 88-8402-009-3
9. ↑  “The murder of Alfonso”. 2005年1月4日時点のオリジナルよりアーカイブ。2012年6月12日閲覧。
10. ↑  Burchard, Johann (1963). At the Court of the Borgia. Geoffrey Parker Editor. p. 182